# Filosporella fistucella
Filosporella fistucella är en svampart som beskrevs av Marvanová & P.J. Fisher 1991. Filosporella fistucella ingår i släktet Filosporella, divisionen sporsäcksvampar och riket svampar.   Inga underarter finns listade i Catalogue of Life.